# مجموعات فهود الكتائب
مجموعات فهود الكتائب، مجموعات فلسطينية مسلحة تابعة لكتائب شهداء الأقصى، التي تعد الذراع العسكري لحركة فتح في الأرض المحتلة، أسست في فترة الانتفاضة الثانية في نابلس على يد أمين لبادة (استشهد عام 2007)، ويحمل اسمها إشارة إلى مجموعة «الفهد الأسود» التي نشطت في نابلس في الانتفاضة الأولى، وعملت بالتعاون مع مجموعات مسلحة أخرى مثل «فرسان الليل» و«صقور فتح»، وتوقفت رسميا عن العمل المسلح عام 2008، وعادت في الأعوام الأخيرة إلى ظهور مسلح علني في المناسبات الوطنية.